# ОШ „Краљ Александар Карађорђевић” Прњавор
ОШ „Краљ Александар Карађорђевић” једна је од основних школа у Шапцу. Налази се у улици Војводе Мишића 2, у Прњавору.

## Историјат
Основана је 1845. године, а од октобра 2002. носи данашњи назив. Повељу о братимљењу школа из Мачванског Прњавора и Агиос Матеоса, општине Мелатион на Крфу, су потписали 8. маја 2002. Прославу Дана школе 27. маја 2003. су својим присуством увеличали Александар и Катарина Карађорђевић. Од 2005—2006. у школи постоји ученички парламент. Маја 2007. формирана је Асоцијација школа из целе Србије које су добиле име по Александру Карађорђевићу 27. новембра, Прњавор је био домаћин сусрета ових школа. На прослави стогодишњице изградње цркве Светог великомученика Георгија, 2. августа 2007, епископ шабачки Лаврентије је уручио школи признање и захвалност за изузетну сарадњу са српском православном црквом. Последњи школу је посетио принц Александар Карађорђевић 25. октобра 2014.
Школа је творац и организатор дечије ликовне колоније на којој је главна активност калиграфско исписивање ћириличних слова, одржава се у манастирима Чокешина и Петковица. Од 2017. године колонија се одржава у оквиру нове школске активности „Краљеви дани” у периоду пред Дан школе и под покровитељством је туристичке организације града Шапца. У школи се од 2016—2017. одржава Зимски камп, што је чини једином сеоском школом у којој се изводи такав тип активности. Од 2017. учествују на Стеријиним данима у Великој Греди. Школска карневалска трупа гостује у Северној Македонији, Словенији и Италији. Заједно са Агеост Матеосом организују размену ученика. Редовно учествују у активностима месеца Франкофоније које организује Француски институт у Србији.
Поред школе, у центру Прњавора налази се Дом културе у којем се повремено одвија део школских активности и стваралаштва. Школа има и два издвојена одељења, осморазредно у Рибарима и четвороразредно у Петковици.